# 中之口 (新潟市)
中之口（なかのくち）は、新潟県新潟市西蒲区の大字。郵便番号は950-1327。

## 概要
1959年（昭和34年） から現在までの大字。

### 隣接する町字
北から東回り順に、以下の町字と隣接する。
- 東船越
- 東小吉
- 門田
- 東中
- 高野宮
- 燕市小古津新
- 真木
- 羽黒
- 河間
- 三ツ門

## 歴史
- 1959年（昭和34年） : 門田、東船越、三ツ門、針ヶ曽根の一部から分立。
- 2005年（平成17年）3月21日 : 合併により新潟市の大字となる。
- 2007年（平成19年）4月1日 : 新潟市の政令指定都市移行により、西蒲区の大字となる。

## 世帯数と人口
2018年（平成30年）1月31日現在の世帯数と人口は以下の通りである。
| 大字   | 世帯数  | 人口  |
| ------ | ------- | ----- |
| 中之口 | 194世帯 | 545人 |

## 小・中学校の学区
市立小・中学校に通う場合、学区は以下の通りとなる。
| 番地 | 小学校                 | 中学校               |
| ---- | ---------------------- | -------------------- |
| 全域 | 新潟市立中之口東小学校 | 新潟市立中之口中学校 |

## 主な企業・施設
- 新潟市西蒲区役所 中之口出張所
- 新潟市立中之口中学校
- 中之口郵便局
- 新潟市中之口体育館

## 交通

### 道路
- 新潟県道9号長岡栃尾巻線
- 新潟県道55号新潟五泉間瀬線